# Cassiopeia A
Cassiopeia A (Cas A, Kasjopeja A, Kas A) – pozostałość po supernowej w gwiazdozbiorze Kasjopei i najsilniejsze astronomiczne źródło radiowe nie licząc Słońca. Ma ona natężenia strumienia radiowego 2720 Jy na częstotliwości 1 GHz. Supernowa pojawiła się w Drodze Mlecznej około 11 tysięcy lat świetlnych od nas. Rozszerzający się obłok materii pozostały po supernowej ma teraz promień równy ok. 10 lat świetlnych. Jednak mimo silnej emisji fal radiowych Kasjopeja A w zakresie optycznym jest bardzo słabo świecącym obiektem i można ją zobaczyć tylko na długo naświetlanych zdjęciach.

Włókna i zagęszczenia Kasjopei A (HST)

Przypuszcza się, że pierwsze światło z gwiezdnej eksplozji dotarło do Ziemi ok. 300 lat temu, ale nie ma żadnych historycznych zapisów dokumentujących zaobserwowanie zjawiska supernowej. Może być to związane z pyłem międzygwiazdowym, który pochłaniał emitowane światło zanim dotarło do Ziemi (możliwe jest jednak, że rozbłysk został odnotowany przez Johna Flamsteeda w 16 sierpnia 1680 roku jako Kasjopeja 3, która była 6. obserwowanej wielkości gwiazdowej). Możliwe wytłumaczenia skłaniają się ku temu, że wybuchająca gwiazda była nadzwyczaj masywna i wcześniej odrzuciła już swoje zewnętrzne powłoki, i to właśnie one pochłonęły większość światła wyemitowanego, gdy gwiazda się zapadała.
Wiadomo, że rozszerzająca się powłoka ma temperaturę ok. 30 milionów K i porusza się z prędkością około 10 tysięcy km/s.
Kasjopeja A to najsilniejsze radioźródło poza naszym Układem Słonecznym. Jest również jednym z pierwszych odkrytych punktowych radioźródeł. Optyczny odpowiednik zidentyfikowano dopiero w 1950. W 1979 Iosif Szkłowski przewidział, że Kasjopeja A zawiera czarną dziurę. W 1999 roku Teleskop kosmiczny Chandra odnalazł „gorące źródło podobne do punktowego” blisko centrum mgławicy. Późniejsza analiza widma i natężenia promieniowania pozwoliła zidentyfikować je jako młodą gwiazdę neutronową o cienkiej atmosferze węglowej i słabym polu magnetycznym. Prawdopodobnie przez tę słabość pola magnetycznego gwiazda nie jest obserwowana jako pulsar. Analiza obserwacji wykonanych na przestrzeni 9 lat pokazała, że temperatura jej powierzchni szybko spada, od 2,12 mln K w roku 2000, do 2,04 mln K w roku 2009. Możliwym wyjaśnieniem tak szybkiego spadku temperatury jest przechodzenie jądra gwiazdy w stan nadciekłości.
Prowadzone obliczenia na podstawie aktualnego rozszerzania się obiektu i jego wielkości wskazują, że eksplozja nastąpiła ok. 1667 roku. Jednakże astronom William Ashworth i inni sugerowali, że John Flamsteed mógł nie zdając sobie z tego sprawy zauważyć supernową w 1680, kiedy skatalogował jakąś gwiazdę w pobliżu pozycji Cas A. W każdym razie żadna inna supernowa w Drodze Mlecznej nie była widoczna z Ziemi gołym okiem od tej pory. Obserwacje pozostałości po gwieździe przez teleskop Hubble’a udowodniły wbrew wcześniejszym poglądom, że mgławica nie rozszerza się w sposób jednorodny, ale oprócz sferycznej części powstały dwa przeciwległe dżety, które poruszają się z prędkością 50 milionów km/godz. Ta prędkość jest około 50 procent większa niż tempo ekspansji pozostałych resztek gwiazdy. Kiedy obraz Kas A oznaczymy kolorami tak, aby każdy pokazywał materiał o innym składzie chemicznym, to widzimy, że najczęściej te o podobnym składzie pozostają skupione razem.
Niedawno zaobserwowano w podczerwieni echo wybuchu Cassiopeia A na pobliskich obłokach gazowych (przy użyciu Kosmicznego Teleskopu Spitzera). Zarejestrowane widmo udowodniło, że supernowa była typu IIb co oznacza, że powstała w wyniku wewnętrznego zapadnięcia się i gwałtownego wybuchu masywnej gwiazdy, najprawdopodobniej czerwonego olbrzyma. To pierwsze zarejestrowane echo w podczerwieni wybuchu supernowej, która nie była wcześniej bezpośrednio obserwowana. Otwiera to możliwość poznawania i rekonstruowania przeszłych wydarzeń astronomicznych.